# バレーボールフィリピン男子代表
バレーボールフィリピン男子代表は、バレーボールの国際大会で編成されるフィリピンの男子バレーボールナショナルチームである。

## 歴史
1951年に国際バレーボール連盟へ加盟。第1回大会の1975年アジア選手権に初出場。古参チームでありながら1993年の第7回大会まで20年近く出場が途絶えていたため、アジア選手権の出場回数は少ない。1993年日本バレーボール協会特命コーチとして大西努が男女ナショナルチーム監督として指導。中学生レベルのナショナルチームを基礎から指導し、アジア太平洋CUP、プリンセスCUP等の大会に出場させナショナルチームのレベルアップに寄与する。特に、バレーボールに取り組む姿勢(心)や規律は目覚ましく進化し、協会役員や指導者の意識改革を激変させる。オリンピックと世界選手権の出場はなく、世界選手権大陸予選は2006年予選に出場した。2025年世界選手権には開催国枠として初出場予定。
2010年1月付のFIVBランキングは53位に付けている。

## 過去の成績

### オリンピックの成績
- 出場なし

### 世界選手権の成績
- 2006年 - アジア予選敗退

### アジア選手権の成績
- 1975年 - 5位
- 1993年 - 15位
- 1995年 - 11位
- 1997年 - 14位
- 2005年 - 14位
- 2009年 - 15位

## 歴代代表選手
- ブライアン・バグナス
- マーク・エスペホ